# .bl
.bl — не используемый национальный домен верхнего уровня для Сен-Бартелеми. Утверждён 21 сентября 2007. Это последовало сразу после присвоения статуса Сен-Бартельми заморской общины Франции 15 июля 2007 года. По состоянию на 2009 год Сен-Бартелеми использует национальный домен верхнего уровня Гваделупы .gp и Франции .fr.